# Eremobia rufescens
Eremobia rufescens är en fjärilsart som beskrevs av Wightman 1947. Eremobia rufescens ingår i släktet Eremobia och familjen nattflyn. Inga underarter finns listade i Catalogue of Life.